# Bulbophyllum epibulbon
Bulbophyllum epibulbon là một loài phong lan thuộc chi Bulbophyllum.